# Asif Hossain Khan
Mohammad Asif Hossain Khan (bengalisch আসিফ হোসেন খান Āsiph Hosēn Khān; geb. 15. Februar 1986 in Pabna) ist ein ehemaliger bangladeschischer Sportschütze.
Er trat bei den Olympischen Sommerspielen 2004 in Athen an, sowie in den Commonwealth Games 2002 und den Südasienspielen. 2006 erlebte er einen Übergriff durch die Polizei.

## Sport
Khan begann seine Schießkarriere beim Pabna Shooting Club. Obwohl er Leichtathletik dem Schießen vorzog, gewann er 1999 und 2000 die Schießmeisterschaften der Vereine. Khan nahm zunächst am Leichtathletik-Trainingsprogramm des Bangladesh Krira Shiksha Pratisthan (BKSP) teil, dem nationalen Sportinstitut von Bangladesch. Seine Karrierepläne änderten sich jedoch, als sein Trainer ihn bat, dem neu organisierten Schießteam des BKSP beizutreten. Er erklärte später, dass seine Trainer beim BKSP ihm geholfen hätten, seine Siegermentalität zu entwickeln.
Khan nahm an den Bangladesh Games 2002 teil und gewann eine Bronzemedaille. Er wurde daraufhin in das Trainingslager der Commonwealth Games berufen. Obwohl er das Training dort schwieriger empfand, konnte er mit seinem Talent und seiner harten Arbeit überzeugen und wurde für die Nationalmannschaft ausgewählt.

### Commonwealth Games
Er gewann die Goldmedaille bei den Commonwealth Games 2002 im 10-m-Luftgewehrschießen und wiederholte seinen Erfolg bei den Südasienspielen 2004.
Bei den Commonwealth Games 2002 war Khan erst 15 Jahre alt. Vor seinem letzten Schuss lag er auf Platz fünf. Er sagte sich: „... wenn ich einen guten Schuss abliefern könnte, würde ich wahrscheinlich Vierter werden. Die Bronzemedaille war möglich, aber etwas unwahrscheinlich“ („if I could make a good I would probably end up fourth. The bronze was a possibility but slightly unlike“). Sein letzter Schuss erzielte 9,9 Punkte, insgesamt 691,9 Punkte, und er gewann die Goldmedaille.

### Weitere  Wettbewerbe
Nach den Commonwealth Games nahm er an den Asienspielen teil. Obwohl er dort einen enttäuschenden 12. Platz erreichte, erzielte er mehr Punkte als bei seinem Commonwealth-Sieg.
2003 zeigte er beim ISSF World Cup in Mailand eine beachtliche Leistung.
2004 war er der erste Bangladescher, der an den Olympischen Spielen im Schießen teilnahm. Obwohl er nur den 35. Platz belegte, betrachtete er die Veranstaltung als seine größte Ehre. Er diente auch als Fahnenträger bei Eröffnungs- und Schlusszeremonie. Bei der Asienmeisterschaft 2005 erzielte er seine höchste Gesamtpunktzahl aller Zeiten und gewann damit eine Bronzemedaille.
Bei den Commonwealth Games 2006 errang Khan zusammen mit Anjan im Teamwettbewerb Silber, konnte seine Goldmedaille jedoch nicht verteidigen. Er erreichte in der Einzelwertung den 5. Platz. Seine Leistung bei den Südasienspielen in Colombo 2006 war schwächer und er sagt: „Ich genieße es in letzter Zeit nicht wirklich. In meinem Kopf arbeitet eine Angst.“ („I don’t quite enjoy it these days. A fear works in my mind“).
Nach dem Vorfall mit der Polizei am 2. Oktober 2006, trat er erst am 22. November 2008 wieder beim 4th South Asian Shooting Championship in Islamabad, Pakistan, international an. Er errang zwei Goldmedaillen am Eröffnungstag im Wettbewerb 10 m Luftgewehr (694,3 Punkte) und im Teamwettbewerb mit Saiful Islam und Mohammad Hossain.
Bei den Commonwealth Games 2010 errang er eine Bronzemedaille.

### Polizeivorfall mit Asif Hossain Khan und Freunden
Am 2. Oktober 2006 brach die Polizei nach einem Zwischenfall zwischen der Polizei und Mitarbeitern des Schießverbands in das Verbandsgelände ein und griff mehrere Schützen, darunter auch Khan, an. Khan und seine Schützenkollegen bereiteten sich auf die Asienspiele 2006 vor, die im November 2006 in Doha stattfinden sollten. Zwischen einem Polizeichauffeur und einem Wachmann des Verbands kam es zu einer Auseinandersetzung über das Parken eines Autos. Daraufhin kam die Polizei zum Tatort und schlug laut Zeugenaussagen „jeden, den sie fanden“ („whoever they found“).
Die Polizei schlug Khan mehrfach und verletzte seinen linken Arm und sein linkes Bein schwer. Khan sagte: „Wir haben tatsächlich versucht, die Schlägerei zu beenden, aber die Polizei hat nicht auf uns gehört“ („We, in fact, tried to stop the brawl but police would not listen to us“). Er versuchte sich auch zu schützen, indem er seine Identität und seinen Erfolg verkündete. Die Polizei schien jedoch daraufhin die Brutalität zu verstärken. Er wurde zusammen mit vier anderen Schützen und Mitarbeitern auf die Polizeiwache gebracht und erneut geschlagen. Später wurden sie von der Polizei vor Gericht gestellt. Khan wurde vom Gericht auf Kaution freigelassen und ins Krankenhaus eingeliefert. Die Ärzte meinten, seine Armmuskeln seien schwer verletzt und es würde einige Zeit dauern, bis er sich erholt hätte. Sein Bein war ebenfalls schwer verletzt und die Ärzte waren sich nicht sicher, wann er wieder trainieren könnte. Khans psychisches und emotionales Trauma war offensichtlich, da er sogar erwog das Schießen aufzugeben. Er überlegte sogar, seine Goldmedaille bei den Commonwealth Games zurückzugeben.